# Història de l'Argentina entre 2003 i l'actualitat

Divisió geogràfica de la República Argentina

La Història de l'Argentina entre 2003 i l'actualitat està marcada per la recuperació de la gran crisi de desembre del 2001, causada per l'esclat de la convertibilitat del peso argentí i el dòlar americà, donant pas a l'impagament del deute extern, amb un enorme cost social, que va posar a més de la meitat de la població sota el llindar de pobresa, amb gairebé un terç d'atur.
El 2003 va sorgir el kirchnerisme, després de vèncer el menemisme a les eleccions presidencials d'aquest any. Durant el mandat del peronista Néstor Kirchner (2003-2007) el govern argentí va renegociar més del 90% del deute extern, declarant el seu impagament el 2002, i va cancel·lar el deute amb el Fons Monetari Internacional.
A les eleccions presidencials de 2007, el kirchnerisme (Front per a la Victòria) va tornar a triomfar portant com a candidata a Cristina Fernández de Kirchner, la primera dona argentina que va encapçalar una fórmula presidencial guanyadora. Durant aquest mandat (2007-2011) es van estatitzar els fons de jubilació i de pensió, es va crear l'Assignació Universal per Fill (AUH) i es va aprovar la Llei de Matrimoni Igualitari. En l'àmbit internacional va impulsar la creació de la Comunitat d'Estats Llatinoamericans i Caribenys (CELAC).
A les eleccions presidencials del 2011, el kirchnerisme (Front per a la Victòria) va triomfar per tercera vegada, portant novament com a candidata a Cristina Fernández de Kirchner, superant els vots de les dues eleccions anteriors, amb el 54%. Durant aquest mandat (2011-2015) es va estatitzar la que va ser històricament l'empresa estatal petroliera YPF, es va estendre la jubilació per a mestresses de casa i treballadors precaritzats, i es van aprovar la Llei de Serveis de Comunicació Audiovisual i la Llei d'identitat de gènere. En l'àmbit internacional va impulsar la creació de la Unió de Nacions Sud-americanes (Unasur).
A les eleccions presidencials de 2015, el macrisme va vèncer al kirchnerisme i al peronisme no-kirchnerista. Va ser elegit president l'empresari Mauricio Macri per al període 2015-2019, qui va posar en marxa un pla per modificar els preus relatius, reduint els impostos a l'exportació de soja i altres cereals, així com les a les exportacions mineres, i augmentant les tarifes de l'energia i el preu dels combustibles, que van ser dolaritzats. Simultàniament el govern va augmentar fortament el deute extern. El 2018, Argentina va patir una forta sortida de capitals, que va produir una devaluació del peso argentí en un 135% i va portar al govern a tornar al Fons Monetari Internacional.

## Antecedents
L'etapa històrica immediatament anterior (1983-2003) es va caracteritzar principalment per la consolidació de la democràcia a l'Argentina per primera vegada, després de gairebé un segle de processos democràtics interromputs per cops d'estat.
El marc internacional va estar definit per la victòria dels Estats Units en la Guerra Freda (1947-1991), la dissolució de la Unió Soviètica i el procés de globalització obert en la dècada del 1990, que va generalitzar a tot el món els principis de l'anomenat «lliure comerç», segons el pensament neoliberal, sota hegemonia estatunidenca. Sobre el final del període, es va iniciar un vigorós creixement de la Xina (que es tornaria decisiva en el període següent), es va produir un gran augment del preu de les matèries primeres i del petroli conegut com a «boom dels commodities» (beneficiant als països llatinoamericans), i el món va ser sacsejat pels atemptats terroristes de l'11 de setembre de 2001, que van induir una forta militarització dels Estats Units.
Durant la presidència del radical Raúl Alfonsín (1983-1989) es va iniciar el procés d'integració regional que prendria el nom de Mercosur; es va enjudiciar a les juntes militars per crims de lesa humanitat però també es van sancionar les lleis d'impunitat que van frenar les investigacions; finalment la crisi del deute extern presa per l'última dictadura va desembocar en la hiperinflació de 1989 i 1990.

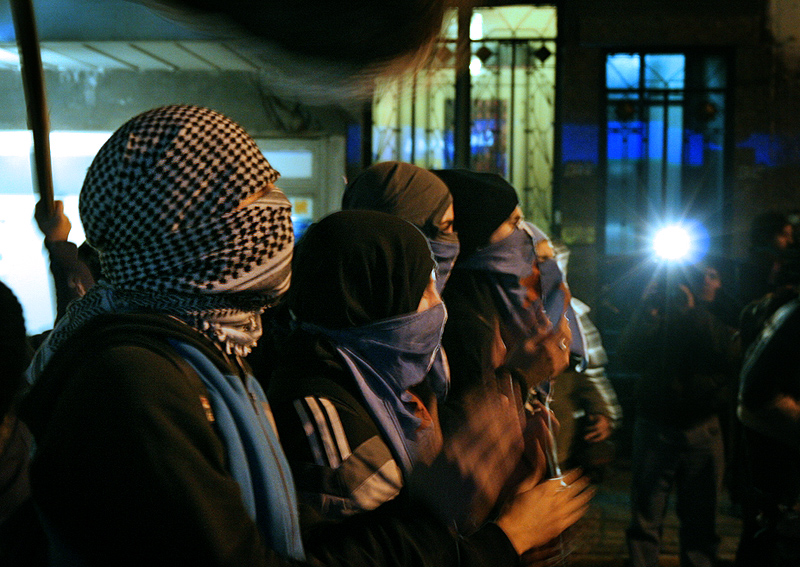
Manifestació amb la participació de piqueteros, 2007

Durant les dues presidències del peronista Carlos Menem (1989-1999) es va realitzar una profunda reforma liderada pel ministre Domingo Cavallo, que va canviar d'arrel l'economia argentina, seguint les directrius del Consens de Washington. L'eix de la reforma van ser la convertibilitat del peso argenti i el dòlar americà que va frenar la inflació i el procés de privatitzacions de l'ampli sector estatal que posseïa l'Argentina: petroli, gas, siderúrgia, ferrocarrils, energia elèctrica, telèfons, marina mercant, fons de jubilació i pensió, etc. La reforma econòmica va incloure una reforma laboral amb la finalitat de «flexibilitzar» les lleis laborals. El 1998, el Fons Monetari Internacional va posar a l'Argentina com a exemple per al món.
Simultàniament amb la reforma econòmica es va produir una transformació estructural de la societat argentina. El 1994 va aparèixer per primera vegada l'atur massiu, la molt baixa criminalitat que tenia el país va passar a estar entre les més altes del món, va aparèixer un creixent sector de persones excloses que van conformar un ampli sector d'economia informal, i es va originar un extens moviment de desocupats anomenat «piqueteros», que va recórrer al bloqueig de carrers i carreteres com a forma de protesta.
La presidència del radical Fernando de la Rúa (1999-2001) va continuar la política econòmica menemista, al punt que també va nomenar com a ministre a Domingo Cavallo i al seu segon Federico Sturzenegger. Després de diversos anys de recessió i fugida de capitals, amb fort suport del Fons Monetari Internacional mitjançant plans com el Megacanje i el «Blindatge», el país va patir una crisi generalitzada, en la qual van ser assassinats desenes de manifestants. En un estat de dissolució institucional, De la Rúa va renunciar el 20 de desembre de 2001, enmig d'una «pueblada» que tenia com a consigna «Que se'n vagin tots». El país va entrar en estat de fallida pel seu enorme deute extern i durant dotze dies no va ser possible reconstituir un poder executiu estable.
Finalment el Congrés de la Nació va triar com a president al peronista Eduardo Duhalde (2002-2003) per finalitzar el mandat de De la Rúa. El 2002, l'Argentina va aconseguir els índexs de pobresa, desocupació, i criminalitat més alts de la seva història. Duhalde, recolzat activament per l'expresident radical Raúl Alfonsín i l'Església Catòlica, va disposar sortir de la convertibilitat mitjançant un qüestionat procés de «pesificació» asimètrica compulsiva, i va crear gairebé dos milions de plans socials (Plan de Jefes y Jefas de Hogar) per atenuar la catàstrofe humanitària.
En aproximar les eleccions presidencials de 2003, els dos grans partits polítics argentins (peronisme i radicalisme) havien esclatat, i cadascuna d'aquestes corrents es van presentar separades amb tres candidats cadascuna, destacant l'expresident Carlos Menem com a líder de la principal corrent conservadora. El president Duhalde havia tingut problemes per presentar un candidat que expressés a un peronisme no-menemista, i després que rebutgessin la candidatura dels governadors Carlos Reutemann i José Manuel De la Sota, de les importants províncies de Santa Fe i Córdoba, així com Mauricio Macri que també va ser temptat, va haver de recórrer a un candidat poc conegut, governador de la poc poblada província patagona de Santa Cruz: Néstor Kirchner. En aquells dies era habitual dir que Kirchner no tenia poder propi i que es tractava d'un titella de Duhalde.

## El Kirchnerisme (2003-2015)

### Les eleccions presidencials de 2003
Les eleccions presidencials de 2003 estaven previstes per a la segona meitat de l'any, havent d'assumir la persona que resultés elegida el 10 de desembre d'aquest any. No obstant això els assassinats de Kosteki i Santillán, dos dirigents socials, per part de la policia, va provocar una crisi política i va obligar el president Duhalde a avançar el lliurament del comandament al 25 de maig del 2003.
La data per a la primera volta electoral es va establir per al 27 d'abril de 2003. Com que la Crisi de 2001 havia portat a l'esclat dels dos grans partits polítics argentins, es van presentar sis candidats amb possibilitats, tres d'origen peronista (Carlos Menem, Néstor Kirchner i Adolfo Rodríguez Saá) i tres d'origen radical (Elisa Carrió, Ricardo López Murphy i Leopoldo Moreau).
L'elecció va resultar summament parella i els primers cinc candidats van obtenir entre 24% dels vots el primer i 14% el cinquè. Primer va resultar Carlos Menem (24,4%) i segon va resultar Néstor Kirchner (22,2%). Encara que tots dos eren peronistes, estaven profundament enfrontats; Menem proposava la continuïtat de les polítiques neoliberals que havia implementat en la dècada del 1990, mentre Kirchner proposava la continuïtat de les polítiques desenvolupistes implementades per Duhalde, mostrant també la seva simpatia pels nous governs llatinoamericans que rebutjaven el model del Fons Monetari Internacional, com els d'Hugo Chávez a Veneçuela i Luiz Inácio Lula da Silva al Brasil.
A causa de l'escassa quantitat de vots obtinguts per Menem, la Constitució obligava a realitzar una segona volta contra Kirchner. No obstant això Menem es va retirar de la competència electoral quan va prendre coneixement que totes les enquestes anticipaven una victòria aclaparadora de Kirchner. La decisió de Menem va consagrar a Kirchner, acompanyat per Daniel Scioli com a vicepresident, però al mateix temps ho va debilitar políticament, ja que va haver d'assumir la Presidència sense haver estat el candidat més votat, recolzat en un magre 22% i sense parlamentaris propis, ja que a causa l'avançament de l'elecció presidencial, les eleccions parlamentàries havien de realitzar sis mesos després. En aquest moment l'influent periodista de La Nación, José Claudio Escribano, ha sostingut en un article molt crític, que als Estats Units s'afirmava que Kirchner no duraria més d'un any.

### La presidencia de Néstor Kirchner (2003-2007)
Néstor Kirchner va començar la seva presidència anticipadament, el 25 de maig de 2003, a causa de la renúncia del president Eduardo Duhalde, que havia estat elegit pel Congrés per completar el mandat de Fernando de la Rúa, que finalitzava el 10 de desembre de 2003. A causa a això va haver de completar primer el mandat de Fernando de la Rúa i després complir el seu mandat constitucional, governant en total quatre anys, sis mesos i setze dies.
El seu primer gabinet es va caracteritzar per mantenir al ministre d'Economia Roberto Lavagna. Com a Cap de Gabinet va nomenar a Alberto Ángel Fernández. Els seus ministres van ser Aníbal Fernández (Interior), Julio De Vido (Planificació), Carlos Presa (Treball) (qui mantindria el càrrec durant tres presidències, cas únic en la història argentina), Ginés González García (Salut), Rafael Bielsa (Relacions Exteriors), la seva germana Alicia Kirchner (Desenvolupament Social), Daniel Filmus (Educació), Gustavo Béliz (Justícia) i José Pampuro (Defensa).
Un dels primers objectius de Kirchner va ser tornar a impulsar el Judici Polític als qüestionats jutges de la Cort Suprema que formaven la famosa «majoria automàtica» menemista. L'any anterior, la Cambra de Diputats havia obert el judici polític contra la Cort, però al moment de votar no es van aconseguir els dos terços dels vots necessaris. Malgrat això, la Cort va quedar seriosament desprestigiada per les revelacions sobre els actes de corrupció comesos i el fet que la majoria dels diputats votés a favor de l'enjudiciament de sis dels nous jutges suprems. Poc després que la Comissió de Judici Polític reobrís les denúncies contra diversos membres de la Cort, el 27 de juny va renunciar el seu president, el jutge Julio Nazareno, i per aquell d'any el Senat va destituir a Eduardo Moliné O'Connor. A l'any següent, un altre jutge suprem va ser destituït pel Senat (Antonio Boggiano) i tres van renunciar (Adolfo Vázquez, Augusto César Belluscio i Guillermo López). Per completar la Cort, Kirchner, amb acord del Senat i mitjançant un nou procediment públic amb participació ciutadana, va designar a quatre jutges, respectant per primera vegada en la història argentina la paritat entre dones i homes: Carmen María Argibay, Eugenio Raúl Zaffaroni, Elena Highton de Nolasco i Ricardo Lorenzetti. Els quatre es van sumar a Juan Carlos Maqueda, que havia estat designat pel president Duhalde.

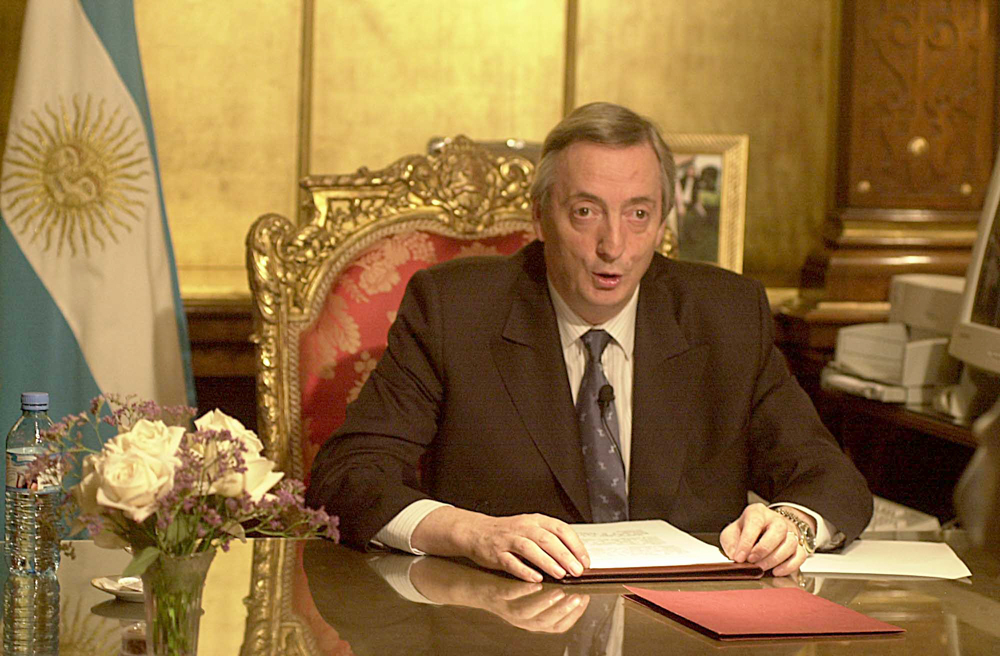
Néstor Kirchner parlant per la cadena nacional
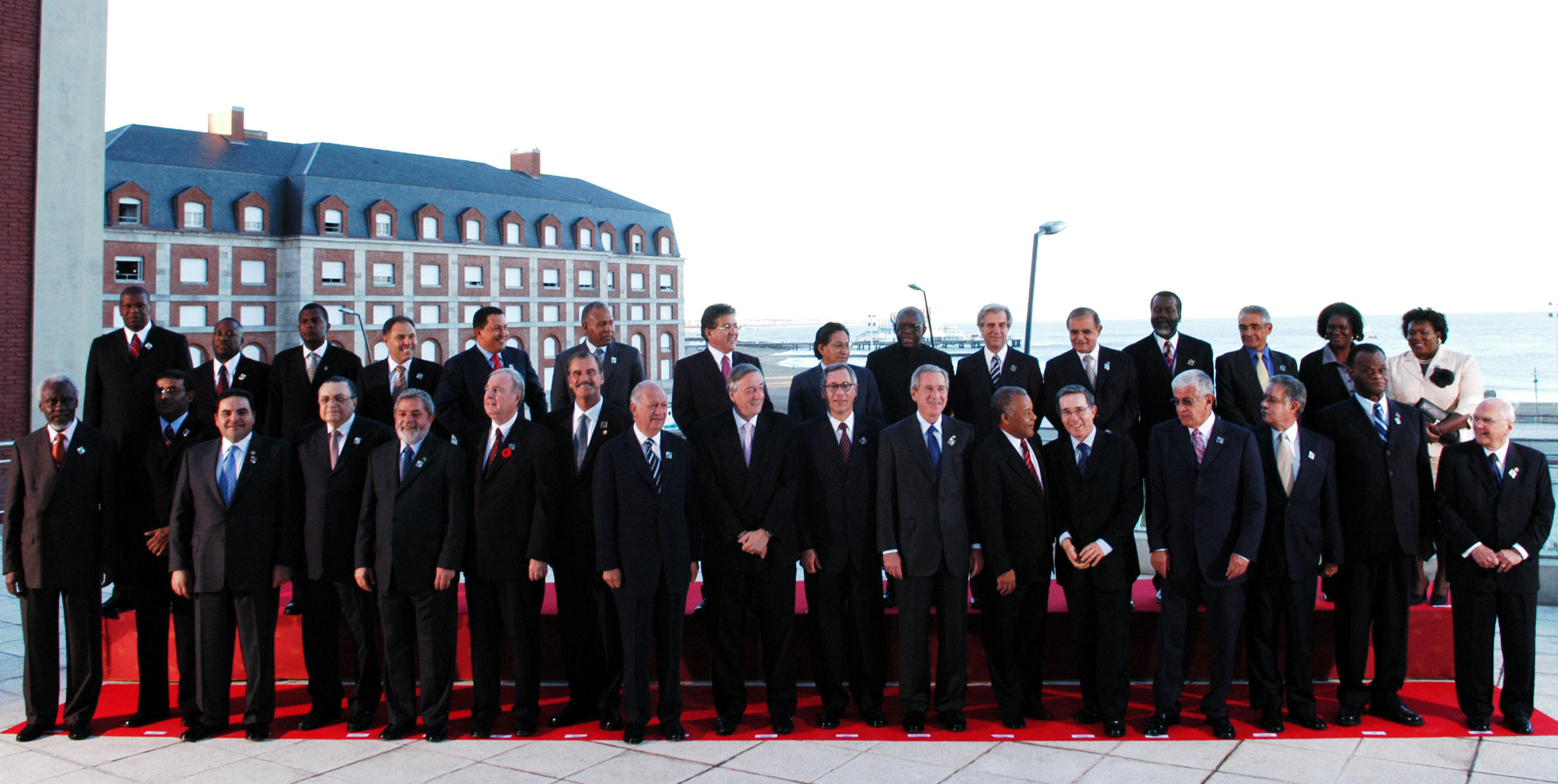
Fotografia oficial del grup de caps d'Estat que van assistir a la IV Cimera de les Amèriques a Mar del Plata, Argentina. 4 de novembre de 2005

Kirchner definia la situació socioeconòmica que rebia com «l'infern». Quatre anys de recessió havien reduït el PIB argentí un 19,3%, arribant rècords històrics de pobresa (en la qual havia caigut més de la meitat de la població), desocupació i treball no registrat.
En els seus quatre anys i mig de govern, Kirchner va revertir els indicadors. El PIB va augmentar un 43,6%, a una mitjana de 8,72% anual, constituint un dels períodes de més alt creixement de la història argentina. La pobresa va baixar del 51,7% a un valor situat entre el 20% i el 38% segons les fonts; la desocupació va caure del 19,7% al 8,5%; i l'ocupació no registrada va baixar del 49,2% al 40,4%.
Kirchner, acompanyat pel ministre Lavagna i Guillermo Nielsen (secretari de Finances), va haver de bregar també amb el dèficit del deute extern en què el país havia caigut en finalitzar el 2001 i les exigències del Fons Monetari Internacional. El deute extern ascendia a gairebé 260.000 milions de dòlars, que representaven el 153% del PIB. Argentina va emprendre llavors l'operació de refinançament més gran de la història, aconseguint un acord amb el 76% dels creditors, pagant el 75% del deute. Poc després Kirchner va cancel·lar el deute pendent amb el Fons Monetari Internacional.
En matèria de drets humans es va produir un canvi de 180 graus relacionat amb les causes pels crims de lesa humanitat comesos pel terrorisme d'Estat a Argentina durant les dècades del 1970 i 1980, que s'havien detingut completament a causa de les anomenades lleis d'impunitat, dictades durant les presidències de Raúl Alfonsín i Carlos Menem. D'una banda el Congrés Nacional va anul·lar les lleis de Punt Final i Obediència Deguda, i d'altra banda la Cort Suprema va confirmar les múltiples sentències dels tribunals declarant la nul·litat dels indults als repressors. Les causes van ser reobertes i cap el 2015 havien estat condemnades 613 persones per haver comesos crims de lesa humanitat, entre elles diverses que van ocupar alts càrrecs en l'última dictadura. Simultàniament les Àvies de la Plaza de Mayo van continuar recuperant nets i netes que tenien la seva identitat suprimida, que totalitzaven 118 el 2018.
En matèria laboral es va registrar una etapa d'augment del poder sindical, recolzat per primera vegada en la història argentina en un procés de paritàries (negociacions col·lectives obrer-patronals per branca) anuals i un increment de la quantitat de delegats (representants sindicals elegits en els llocs de treball) que va passar de 20.000 delegats el 2003 a un estimat de 75.000-100.000 delegats en 2015.
En política internacional es va destacar la IV Cimera de les Amèriques realitzada el 2005 a Mar del Plata, on en un fet sense precedents en les relacions panamericanes, una aliança de països llatinoamericans liderats per Argentina, Brasil, Uruguai i Veneçuela, es va enfrontar als Estats Units d'Amèrica i va aconseguir anul·lar l'Àrea de Lliure Comerç de les Amèriques (ALCA), que aquest país havia aconseguit aprovar el 1994 i havia de començar a implementar-se aquest any.
Altres fets destacats del període van ser:
- la sanció de la Llei de Finançament Educatiu Nº 26075, sancionada el 2005, que va establir l'obligació de destinar el 6% del PIB a l'educació a partir del 2010;
- la creació de l'Empresa Argentina de Soluciones Satelitales Sociedad Anónima (Arsat) per al desenvolupament de tecnologia espacial.
- el 2004 es va realitzar el judici per l'atemptat terrorista a l'AMIA de 1994, quedant al descobert una extensa xarxa d'encobriment intern, per la qual van ser portats a judici l'expresident Carlos Menem i altres alts funcionaris del seu govern, el jutge i els fiscals que van realitzar la investigació, i el president de la Delegació d'Associacions Israelites Argentines (DAIA).

El 2005 es van celebrar eleccions nacionals legislatives que va saldar la ruptura política entre Kirchner i Duhalde, tots dos peronistes, però amb el primer més bolcat al centreesquerra i el segon més bolcat al centre. La confrontació decisiva es va produir en la província de Buenos Aires, on la candidata a senadora Cristina Fernández de Kirchner va vèncer amb un 45% dels vots, superant a Hilda Duhalde, per més de 25 punts percentuals.

### Les eleccions presidencials de 2007
La ronda electoral de 2007 va ser anticipada per dos resultats electorals inusuals: la victòria del socialista Hermes Binner com a governador de la important província de Santa Fe, primer cop en la història argentina que un socialista va accedir a un càrrec d'aquesta importància; i la victòria de l'aliança de centredreta Propuesta Republicana (PRO), liderada per l'empresari Mauricio Macri, a la Ciutat de Buenos Aires.
A les eleccions presidencials, el kirchnerisme va reunir un ampli front electoral de centreesquerra, que va incloure a diversos dels principals líders de la Unió Cívica Radical i va presentar la fórmula integrada per la peronista Cristina Fernández de Kirchner i el radical Julio Cobos. La fórmula va obtenir un ampli triomf en primera volta, amb un 45,25% suport electoral, duplicant els vots obtinguts en l'elecció anterior i prenent un avantatge de més de 20 punts percentuals sobre la principal força d'oposició, un front de centreesquerra també liderat per una dona, Elisa Carrió. Va ser la primera vegada en la història argentina que una dona va encapçalar la fórmula presidencial victoriosa.

### La presidència de Cristina Fernández de Kirchner (2007-2011)

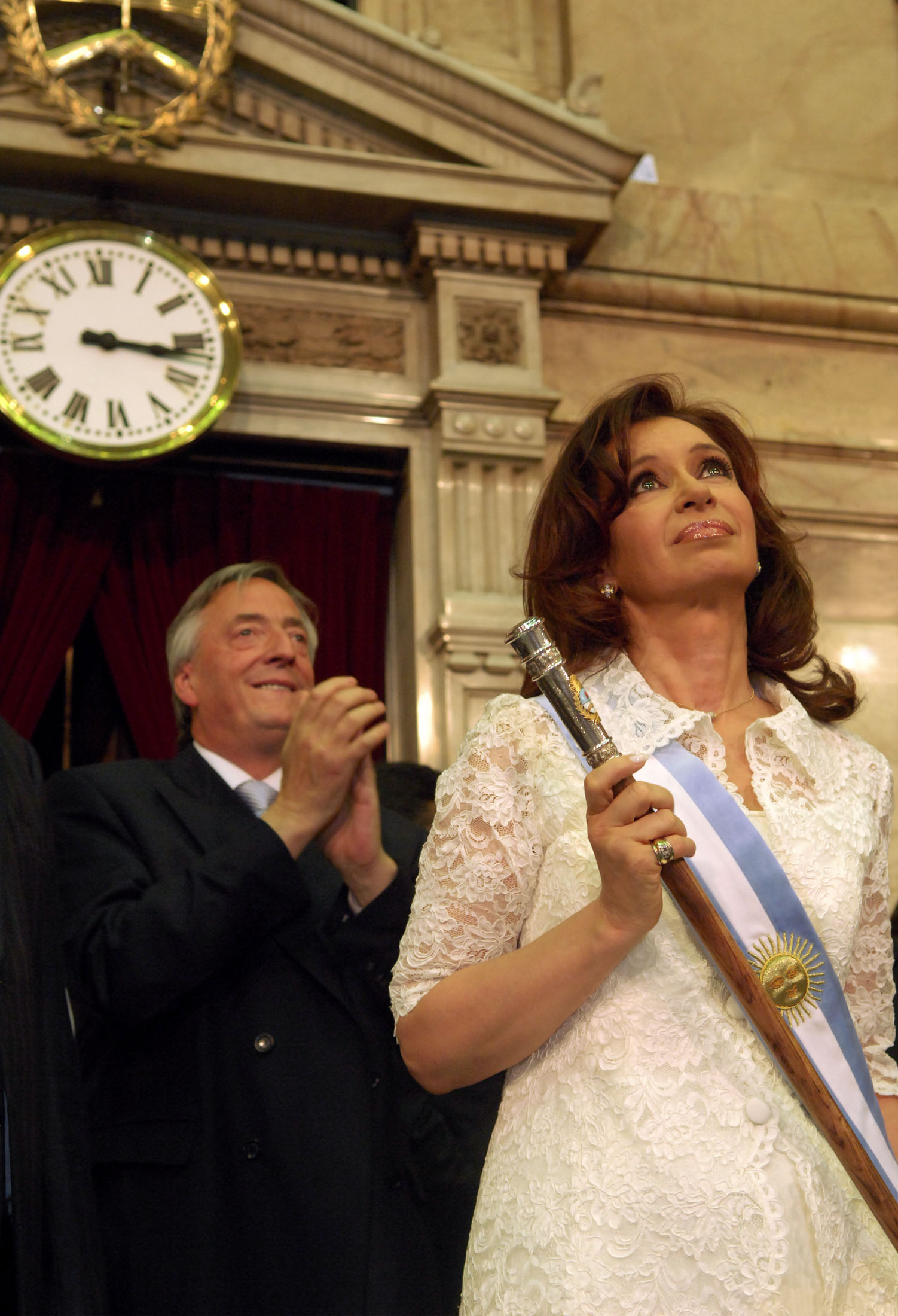
Cristina Fernández de Kirchner després de produir-se el traspàs de la presidència, el 10 de desembre de 2007. Al darrere, el seu marit i predecessor, Néstor Kirchner

A poc d'iniciar el seu mandat presidencial el 10 de desembre de 2007, Cristina Fernández de Kirchner va haver d'enfrontar una aturada patronal agropecuària, amb tall generalitzat de rutes a tot el país, que es va estendre durant 127 dies i es va convertir en la més llarga de la història argentina. La protesta patronal va tenir com a objectiu oposar-se a la Resolució 125 signada pel ministre d'Economia Martín Lousteau, que establia un sistema mòbil de retencions (impostos) a les exportacions de soja i altres cereals. El conflicte es va decidir al Congrés Nacional quan el vicepresident Julio Cobos va desempatar la votació en sentit contrari al govern del que formava part, per afavorir els vaguistes. Durant l'atur rural es va desencadenar també una «guerra oberta» entre el govern i el Grup Clarín, la major multimèdia de l'Argentina i un dels grups més poderosos d'Amèrica Llatina.
Quan el conflicte agropecuari es trobava en la fase final, va esclatar la Crisi financera del 2008, enfonsant l'economia mundial (-1,7%) i amb ella l'argentina. El PIB va créixer menys aquest any (4,5%) i va caure fortament l'any següent (-5,9%). Malgrat això, l'economia argentina es va recuperar ràpidament i el PIB va créixer un 16% entre el 2010 i 2011.
Durant aquest mandat es van estatizar els fons de jubilació i de pensió (privatitzats durant l'època de Carlos Menem) i es va formar un Fons de Garantia de Sostenibilitat (FGS) per donar suport al sistema. Es va crear l'Assignació Universal per Fill (AUH) i es va aprovar la Llei de Matrimoni Igualitari que va reconèixer el dret al matrimoni de les persones del mateix gènere o sexe. En l'àmbit internacional va impulsar la creació de la Comunitat d'Estats Llatinoamericans i Caribenys (CELAC).
La pobresa va continuar la tendència a la baixa que havia mostrat durant la presidència de Néstor Kirchner, però diversos sectors van manifestar discrepàncies sobre la manera de quantificar-la, en línia amb el debat mundial en les Nacions Unides. Des de llavors conviuen el mesurament de l'Estat (interrompuda en 2014 i 2015), que tendeix a estimar números més baixos de pobresa, amb els càlculs de dues institucions privades, la Universitat Catòlica Argentina (UCA) i la Central de Treballadors Argentins (CTA), que utilitzen mètodes que donen taxes de pobresa més altes. Segons la CTA, quan Cristina Kirchner va assumir el mandat, la pobresa era del 38% i en acabar el seu primer mandat s'havia reduït al 29%. Per al Programa de Desenvolupament de les Nacions Unides (United Nations Development Programme, UNDP), sobre la base de dades del Banc Mundial que establia la línia pobresa el 2007 a 2 USD diaris, la taxa per a Argentina corresponent a l'informe 2007/2008 va ser de 17,4%, però a partir del 2010 l'UNDP va abandonar aquest tipus de càlcul per orientar-se a un enfocament multidimensional. També va seguir disminuint la desocupació, que va passar del 8,47% el 2007 al 7,18% el 2011, la mitjana més baixa des de 1992.
Altres fets succeïts en el període van ser els següents:
- Es va crear el Ministeri de Ciència, Tecnologia i Innovació Productiva (seria després dissolt per Macri el 2018). Es va establir com a política d'Estat la repatriació de científics, aconseguint que fins a 2014 tornessin 1062 científics dels 5100 que estaven treballant a l'exterior.[40][41] El pressupost destinat a les universitats i el Conicet, va augmentar un 600% en dòlars en el període 2003-2015.[42][43]
- El 2008 es van rescatar les empreses Aerolíneas Argentinas i Austral Líneas Aéreas, que havien estat privatitzades durant l'època de Menem i saquejades per grups econòmics espanyols;
- Es va sancionar el 2009 de la Llei de Serveis de Comunicació Audiovisual, però el Grup Clarín va obtenir una mesura judicial que va impedir que s'executés integralment.
- El 27 d'octubre de 2010 va morir Néstor Kirchner. El fet va desencadenar una imprevista mobilització massiva de joves a la Plaza de Mayo per expressar el seu pesar, que es va reflectir en un augment exponencial de la militància kirchnerista.[44]

### Les eleccions presidencials de 2011

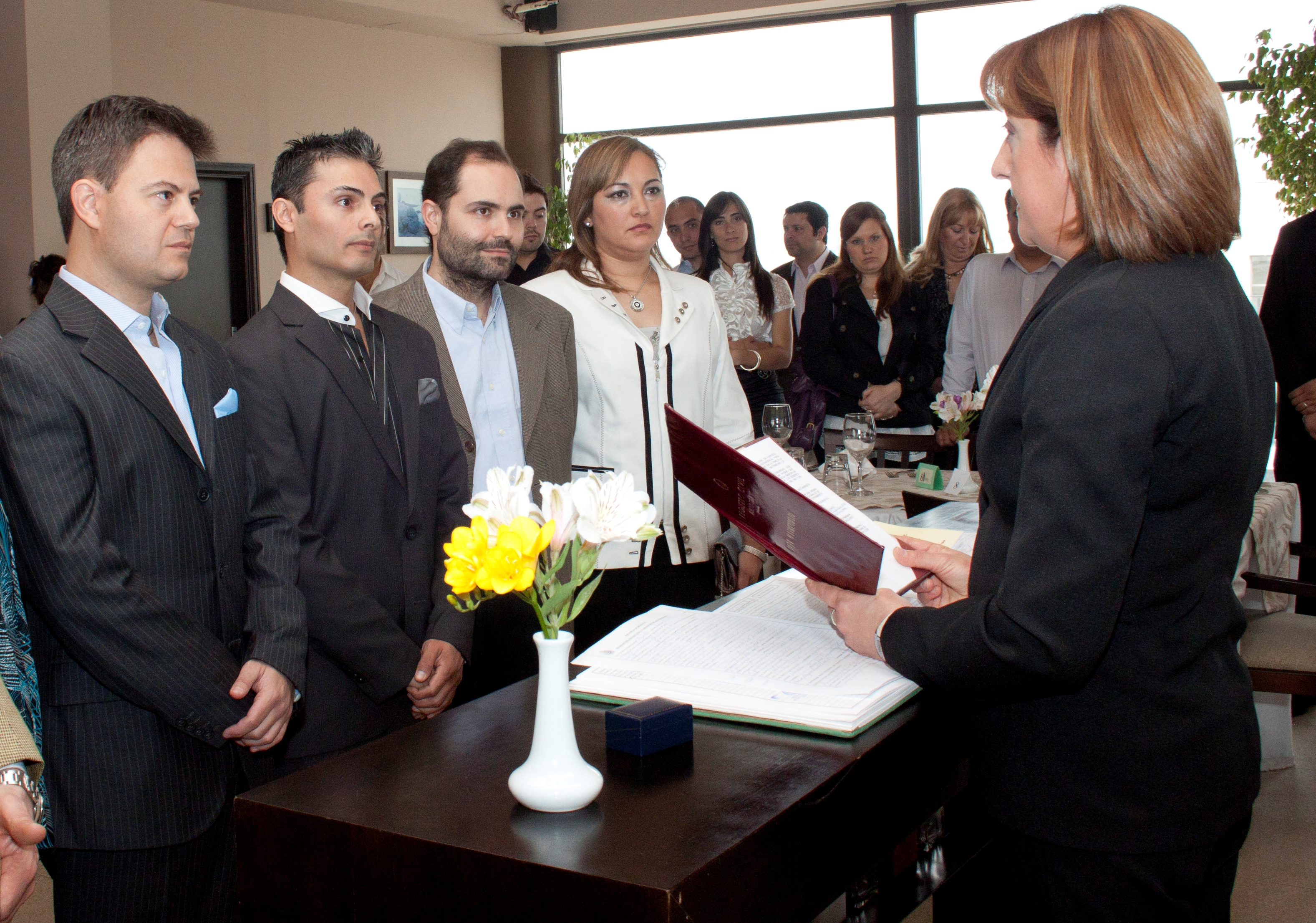
Matrimoni igualitari del cantant argentí Carlos Morell, 2011

A les eleccions presidencials, el kirchnerisme va guanyar per tercera vegada consecutiva aconseguint el 54% dels vots en primera volta, superant els percentatges de 2003 (22%) i 2007 (45%), per una diferència de 37,7 punts percentuals amb el segon candidat, la més àmplia de la història argentina. El Front per a la Victòria va tornar a presentar la candidatura presidencial de la peronista Cristina Fernández de Kirchner, aquesta vegada acompanyada per la seva exministre d'Economia, el també peronista Amado Boudou, que havia estat autor de la iniciativa d'estatitzar els fons de jubilacions i pensions, considerats per diversos analistes com la reforma de major impacte de l'era kirchnerista.
Segon va resultar el Front Ampli Progressista (FAP), amb la candidatura del socialista Hermes Binner (16,81%). Per tercera elecció presidencial consecutiva, la Unió Cívica Radical (UCR) no va resultar cap de les dues forces polítiques majoritàries, consolidant la fi del bipartidisme peronisme-radicalisme que va emergir com una de les característiques que van aparèixer després de la Crisi de 2001 i la renúncia de Fernando de la Rúa el 2001.

### La segona presidència de Cristina Fernández de Kirchner (2011-2015)
Durant aquest mandat es va estatitzar la que va ser històricament l'empresa estatal petroliera YPF, que el 2012 va anunciar que el jaciment petrolífer i de gas no convencional Vaca Muerta convertia a l'Argentina en una de les majors reserves del món d'hidrocarburs d'esquist (shale), segon en gas i quart en petroli. Es va estendre la jubilació per a mestresses de casa i treballadors precaritzats, i es van aprovar les lleis de Serveis de Comunicació Audiovisual i d'identitat de gènere. En l'àmbit internacional va impulsar la creació de la Unió de Nacions Sud-americanes (Unasur).
Pel que fa a la criminalitat, el 2015 Argentina va tenir una taxa d'homicidis de 6,6 persones cada cent mil habitants, després d'haver arribat al seu pic històric el 2002, amb 9,2 homicidis cada cent mil habitants, el que va significar un 40% de reducció.

## El Macrisme (2015-2019)

### Les eleccions presidencials de 2015

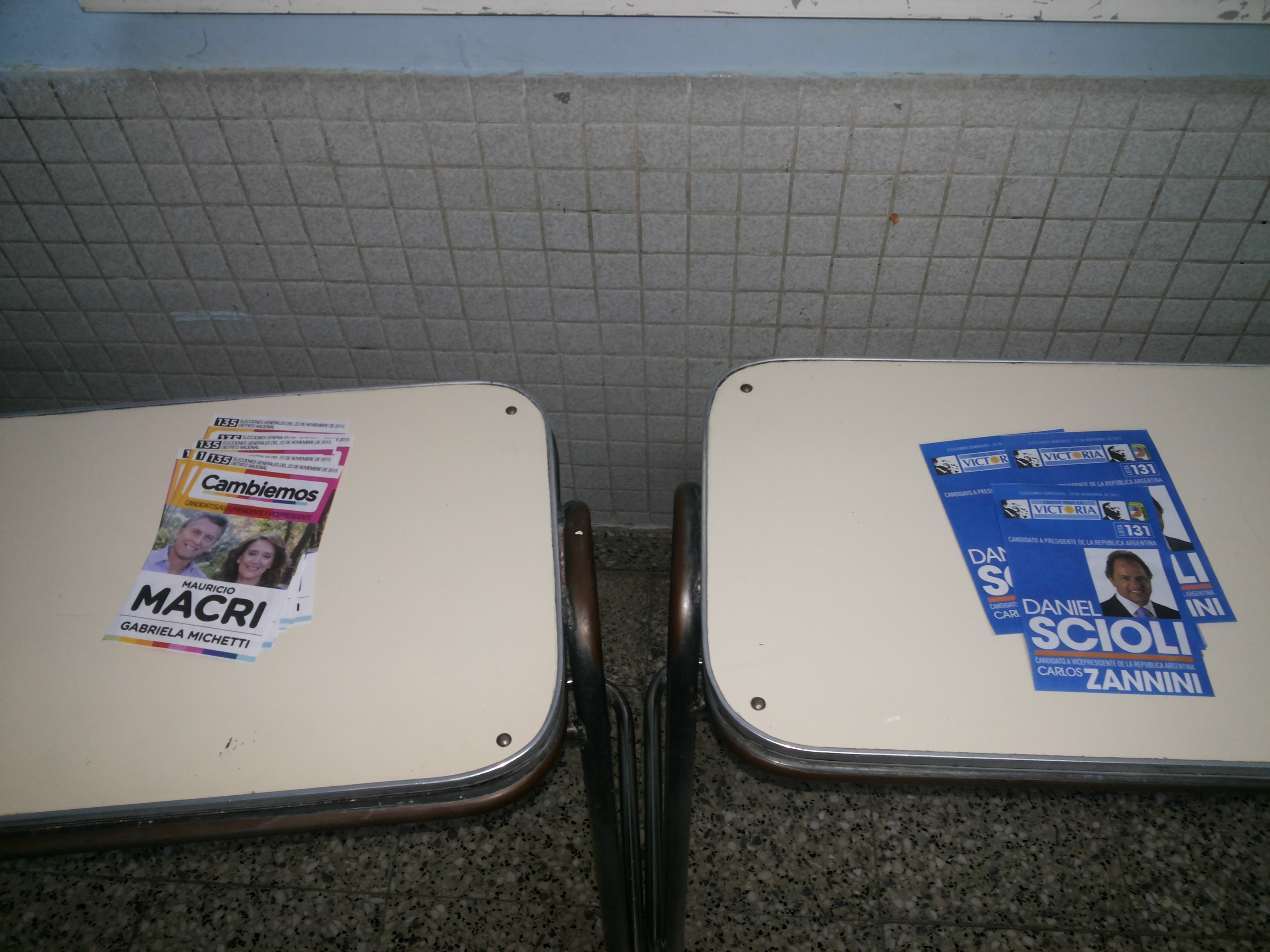
Paperetes electorals de les eleccions de 2015

La campanya electoral va tenir molts aspectes polèmics, influenciada per l'auge de les fake news (notícies falses) de gran calibre i la manipulació de les xarxes socials mitjançant l'ús il·legal del big data. Entre els episodis més destacats es troben la denúncia per haver estat autor intel·lectual d'un triple assassinat contra el candidat del Front per a la Victòria (FPV) a la governació de la província de Buenos Aires, la més important del país, realitzada pel principal grup multimèdia al costat de un sector de l'aliança de Cambiemos; la contractació per la campanya de Mauricio Macri de l'empresa Cambridge Analytica, la mateixa actuació va ser qüestionada i sancionada en les eleccions dels Estats Units; el debat televisiu entre els dos principals candidats, on el futur president va prometre punts decisius de la campanya (pobresa zero, no devaluació, derogació de l'impost sobre la renda per a treballadors, reducció de la inflació a un dígit, un milió de crèdits hipotecaris, no tornar al Fons Monetari Internacional, no fer un «ajust»), que la majoria de les persones enquestades tres anys després van considerar no complertes i susceptibles de sanció.
Les eleccions presidencials del 2015 van necessitar dues voltes, per primera vegada en la història argentina. La primera volta es va realitzar el 25 d'octubre, resultant primer el peronista Daniel Scioli (37,08%) per l'oficialista Frente para la Victoria, segon Mauricio Macri (34,15%) per l'aliança Cambiemos (PRO - Unión Cívica Radical - Coalición Cívica), i tercer Sergio Massa (21,39%), per l'aliança Unidos para una Nueva Alternativa (UNA).
A causa que cap força va obtenir la majoria exigida per la Constitució argentina per a resultar triada en la primera volta (més del 45% o més del 40% amb deu punts d'avantatge sobre el segon), es va realitzar una segona volta entre els dos candidats més votats (Scioli i Macri) el 22 de novembre.
L'elecció va resultar summament parella obtenint el triomf Macri (amb 51,34% dels vots), sobre Scioli (que va obtenir 48,66%). Com a vicepresidenta, va resultar triada Gabriela Michetti, també del PRO.

### La presidència de Mauricio Macri (2015-2019)
Els principals objectius del govern de Mauricio Macri eren arribar a la «pobresa zero», reduir la inflació a un dígit, i generar una «pluja de dòlars» que sostingués un llarg període de creixement econòmic. Per a això va portar endavant una política anomenada de «sinceramiento» de preus, que va tenir com a objectiu modificar alguns preus relatius, principalment augmentant els preus del dòlar, els combustibles, els aliments i les tarifes de serveis públics (transport, electricitat i gas). Simultàniament va reduir els impostos a les exportacions de grans i minerals, compensant la reducció dels ingressos fiscals amb un augment rècord del deute extern.

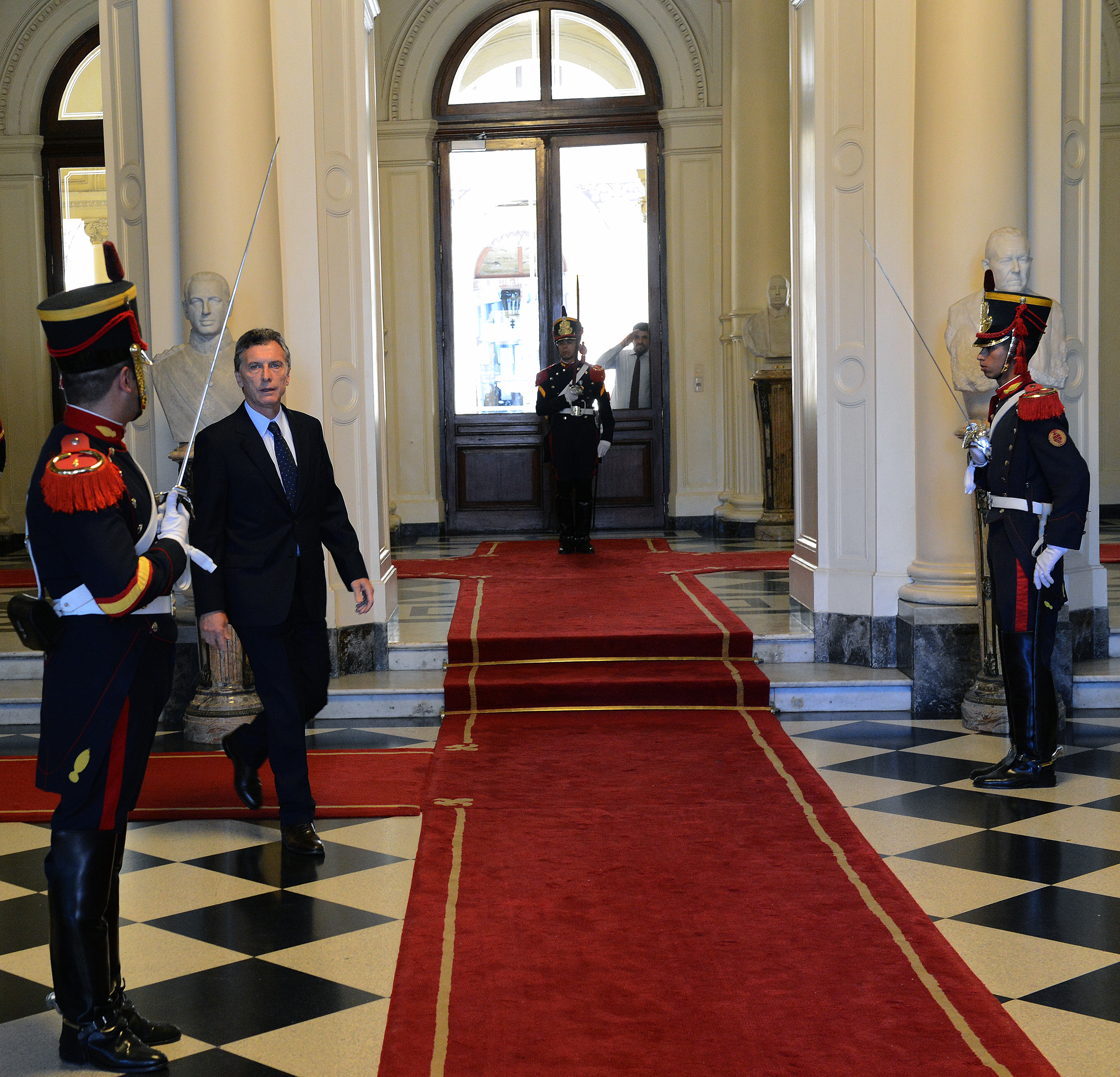
Mauricio Macri ingressant per primer cop a treballar com a president l'11 de desembre del 2015
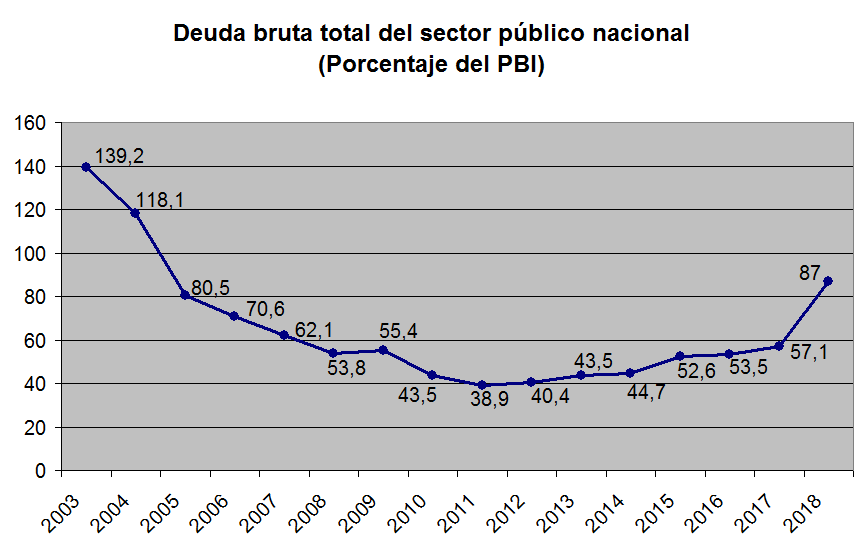
Evolució del deute públic com a percentatge del PBI (2003-2018). Font: El Cronista.
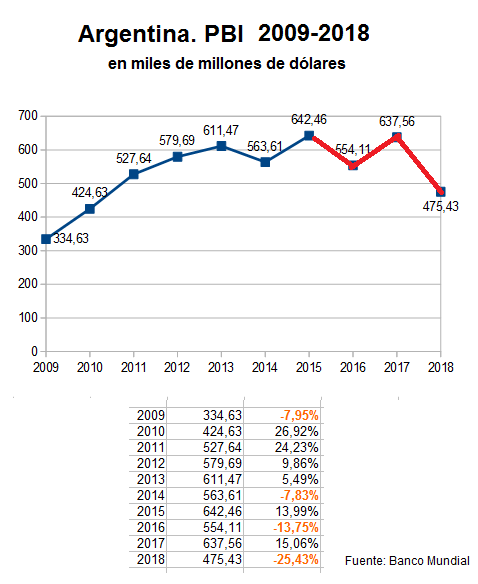
Evolució del PIB en dòlars en la dècada 2009-2018. En vermell, el període corresponent al govern de Macri.

En el seu tercer any de govern, la inflació no es va reduir i la «pluja de dòlars» no es va produir. Al mes d'abril es va iniciar una «correguda canviària», per insuficiència de divises per cobrir la sortida de dòlars (dèficit del compte corrent de la balança de pagaments), que va produir una devaluació del peso argentí de més d'un 100% (de 17 dòlars a l'agost de 2017, a 40 dòlars a l'agost de 2018), i del 400% des del començament del seu govern.
La crisi canviària va produir una crisi econòmica generalitzada, amb recessió, severa caiguda del salari real i el consum, augment de la pobresa, la inflació i del risc d'impagament del deute extern, que va portar al govern a recórrer al Fons Monetari Internacional (FMI), cosa que el ministre d'Economia Nicolás Dujovne havia promès no fer.
El 20 de juny de 2018 el govern de Macri va signar un Acord Stand-By amb el FMI per 50.000 milions de dòlars, per tal de garantir el pagament dels interessos del deute extern als creditors privats; l'operació va ser qüestionada i considerada com una «exageració» pel Financial Times. Durant les setmanes següents, Argentina va utilitzar els 15.000 milions de dòlars del primer tram del préstec del FMI per vendre dòlars en el mercat canviari, habilitant una fugida de capitals per la mateixa quantitat. L'11 de setembre, la directora del FMI, Christine Lagarde, va donar els primers senyals de descontentament sobre la manera en què el govern argentí estava utilitzant el préstec, declarant que pretenia «claredat, transparència, informació adequada i deguda per als operadors de mercat, i comunicació millorada». Dues setmanes després, el FMI i l'Argentina van signar un nou acord, el més gran de la història del Fons, ampliant en 7.100 milions de dòlars la suma anterior (50.000 milions de dòlars), però amb la prohibició d'utilitzar els diners per intervenir en el mercat canviari, l'exigència de tenir el 2019 un pressupost amb «dèficit zero» primari (és a dir, sense comptar el pagament d'interessos), una inflació menor a 23% el 2019, avançant a 2019 els desemborsaments previstos per al 2020, quan ja hauria finalitzat el mandat de Macri.
L'any 2018 va finalitzar amb una caiguda del PIB del 2,3% mesurat en pesos (el segon país del món amb més caiguda), i de 25% mesurat en dòlars, passant de 637.000 milions de dòlars el 2017, a 475.000 milions de dòlars el 2018, una xifra inferior a totes les arribades a partir del 2011. Socialment, la pobresa va augmentar un 20% (del 25,7% el 2017 al 32%), provocant que 2,6 milions de persones més caiguessin per sota el llindar de pobresa. La indigència o pobresa extrema, va augmentar un 50%, passant de 4,8% el 2017 al 6,7%. Durant l'any es van perdre 191.300 llocs de treball registrats, que representaven el 1,5% del total.
En el segon semestre del 2019, una altra abrupta devaluació del pes argentí (del 25%), va desencadenar una nova crisi econòmica i social. L'abrupte augment del valor del dòlar va desencadenar al seu torn una nou salt inflacionari, amb augment de preus de dos dígits en un sol dia, principalment en els aliments, amenaçant provocar una crisi alimentària generalitzada. La crisi va causar la renúncia de el ministre d'Hisenda Nicolás Dujovne, que va ser reemplaçat per Hernán Lacunza. Simultàniament es va donar a conèixer que la quasi totalitat del deute extern en dòlars presa pel president Macri havia estat utilitzat per evadir capitals i pagar interessos; entre desembre de 2015 i març de 2019, el país es va endeutar en 107.525.000 de dòlars, els quals 106.779.000 van tornar a sortir en el mateix període. Cap a l'agost de 2019, el deute públic com a percentatge del PIB va superar el 100%, duplicant el valor que tenia al desembre de 2015, amb l'agreujant que el 80% de la mateixa va ser contret en dòlars, convertint a l'Argentina el país que més va augmentar el seu deute extern el 2019.

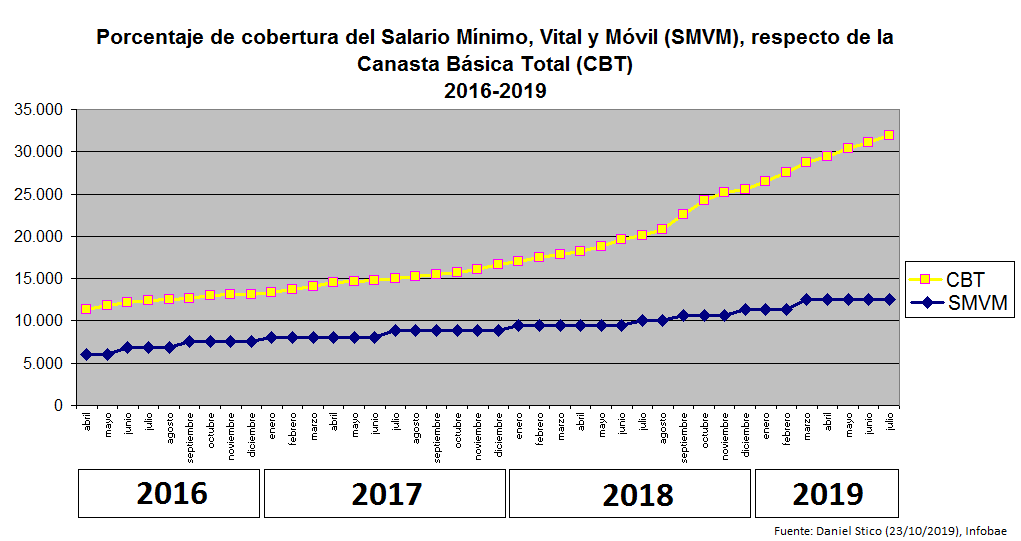
El salari mínim va perdre un 36% del seu poder adquisitiu entre 2016 i 2019. Aquest últim any, una llar de dos progenitors i dos fills necessitava dos salaris mínims i mig per sortir de la pobresa

La crisi econòmica va deteriorar encara més els indicadors socials (atur, pobresa, informalitat). Entre abril de 2016 i juliol de 2019, el poder adquisitiu del salari mínim va caure un 36%; cap a l'agost de 2019, una família tipus (dos progenitors amb dos fills) necessitava dos salaris mínims i mig (2,5) per sortir de la pobresa, mentre que tres anys abans necessitava una mica menys de dos salaris mínims (1,8).
El 28 d'agost de 2019, el govern va disposar unilateralment postergar el pagament de quatre lletres de curt termini del Tresor Nacional (Lecap, Lecer, letes i Lelinks), així com proposar-los una postergació voluntària del termini de pagament als creditors de títols de deute, tant sota legislació argentina com sota legislació estrangera. El govern va utilitzar una paraula que no existeix, «reperfilament», per a denominar la mesura, però diverses entitats i especialista van caracteritzar la mesura com un «impagament selectiu».
Al desembre de 2019, l'Observatori del Deute Social de la Universitat Catòlica Argentina va informar que segons les seves dades, els indicadors socials van empitjorar considerablement durant el mandat de Macri; la pobresa va augmentar un 36% passant de el 30% de la població el 2015, al 40,8% el tercer trimestre del 2019, mentre que la indigència (alimentària) es va duplicar, passant del 4,5% de la població el 2015, al 8,9% en el tercer trimestre de 2019.

## El periode deFrente de Todos(2019-)

### Les eleccions presidencials de 2019

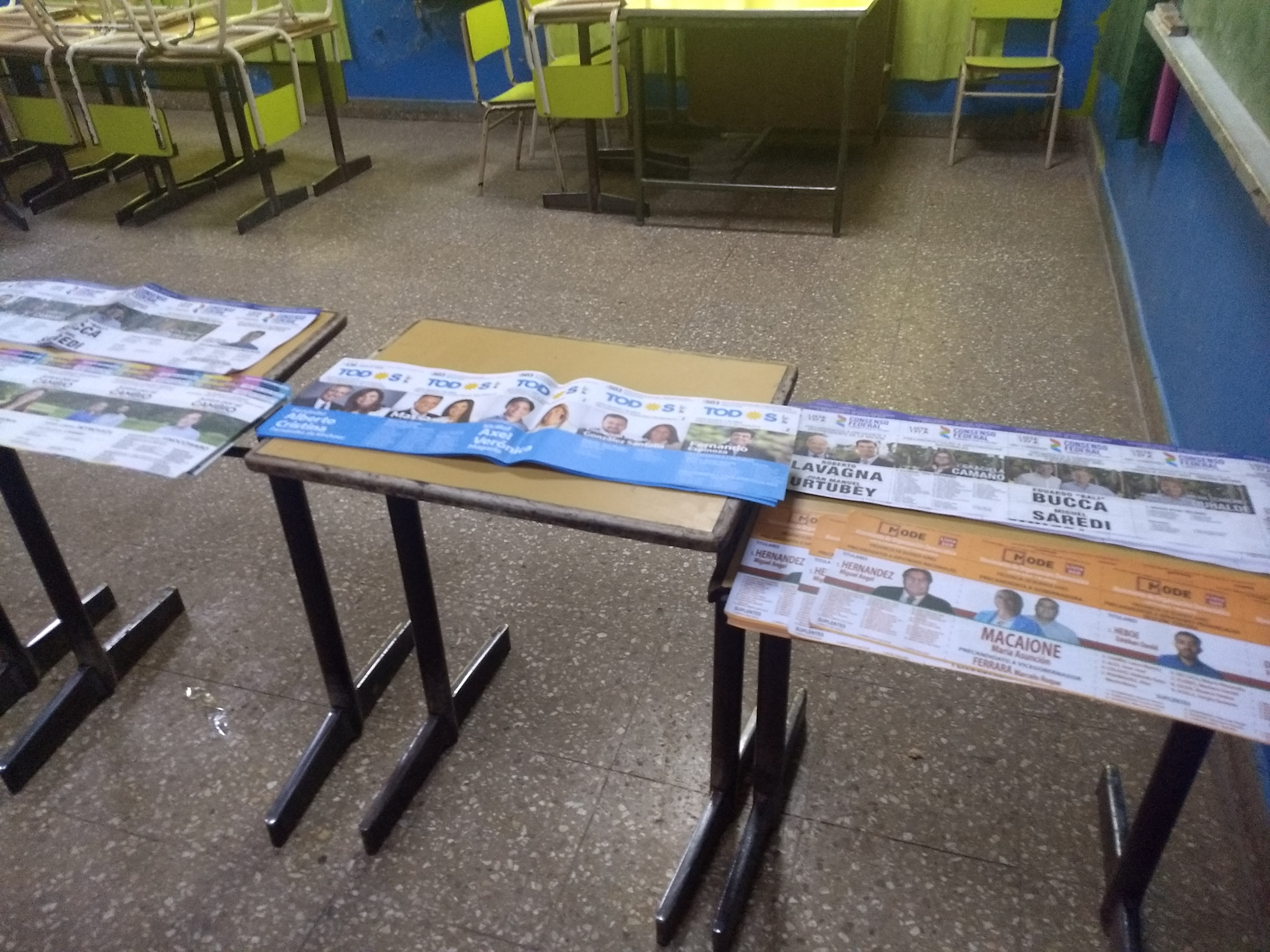
Paperetes electorals per a les eleccions de 2019

El procés electoral de 2019 va tenir arestes complexes quan les eleccions primàries PASO realitzades l'11 d'agost van mostrar que els adherents al partit opositor Frente de Todos (peronistes-kirchneristes) superaven a l'oficialista Juntos por el Cambio (macristes-radicals), fins al punt de ser considerat pels observadors com un fet irreversible.
El resultat de les PASO va generar una situació política i econòmica de gran complexitat, pel fet que el candidat opositor va començar a ser considerat com el gairebé segur futur president, mentre que simultàniament es donava per fet que Macri no aconseguiria la reelecció, tot i que legal i formalment les PASO eren estrictament eleccions internes de cada força i que només les eleccions del 27 d'octubre podien establir qui seria el president a partir d'el 10 de desembre. En aquestes condicions la situació econòmica es va deteriorar molt.
Finalment, en les eleccions del 27 d'octubre, va resultar guanyador Alberto Fernández, del Frente de Todos, acompanyat per la vicepresidenta Cristina Fernández de Kirchner, que van obtenir 48,24%. Per la seva banda, el president en exercici Mauricio Macri no va obtenir la seva reelecció i va resultar derrotat amb un 40,28%. La Constitució argentina estableix que si una fórmula supera el 45% dels vots afirmatius, resulta guanyadora.

### La presidència d'Alberto Fernández (2019-)
El 10 de desembre de 2019 va assumir la presidència Alberto Fernández, membre del Partit Justicialista i candidat de la coalició Frente de Todos. A l'assumir el càrrec va declarar que els objectius prioritaris del seu govern serien lluitar contra la fam i la inseguretat alimentària, i sanejar el fur federal del Poder Judicial per evitar que sigui manipulat per serveis d'intel·ligència, «operadors judicials», procediments foscos, linxaments mediàtics i / o que estigui en mans de el govern de torn.

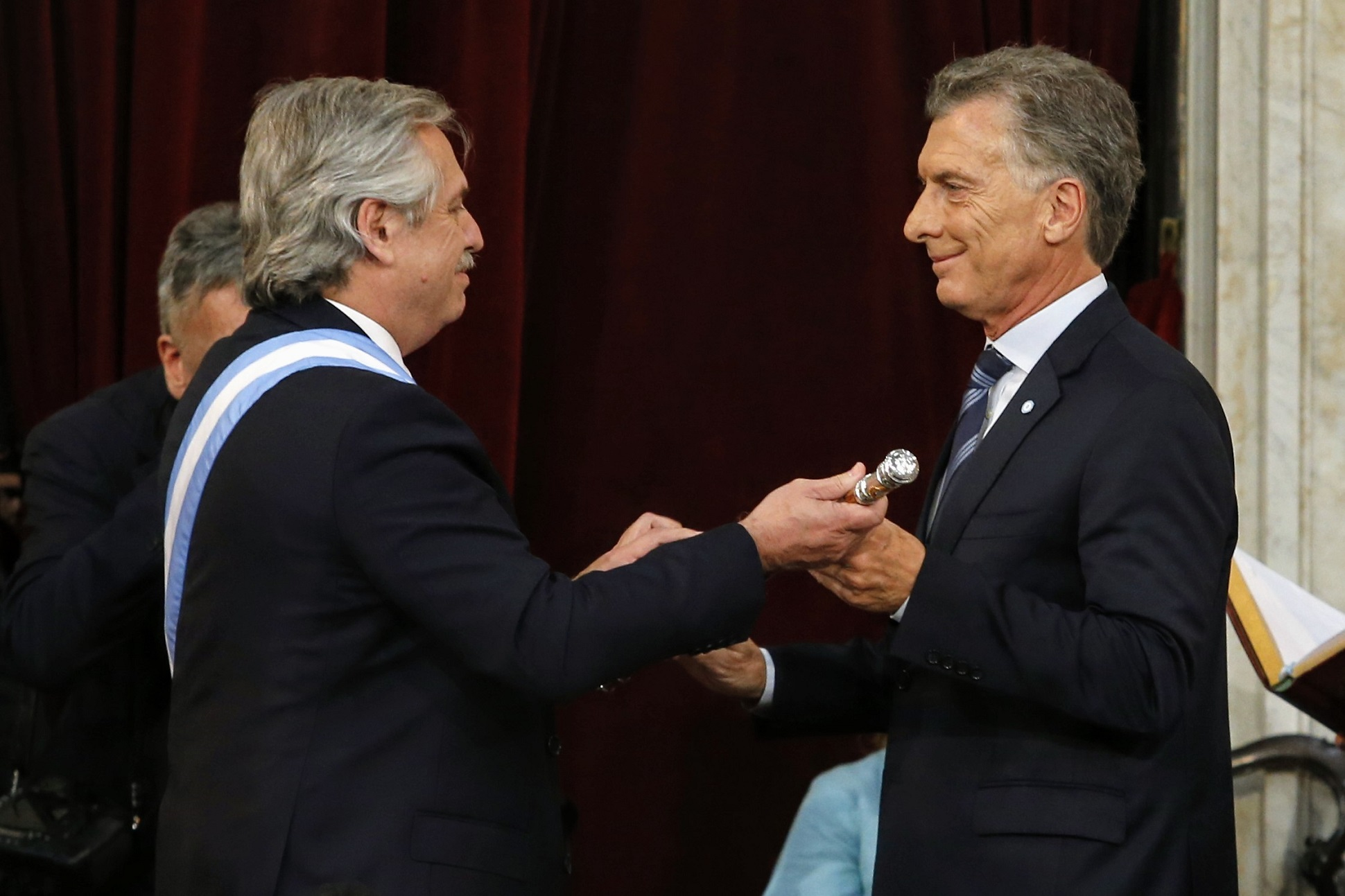
El president Alberto Fernández rep del president sortint Mauricio Macri el bastó presidencial
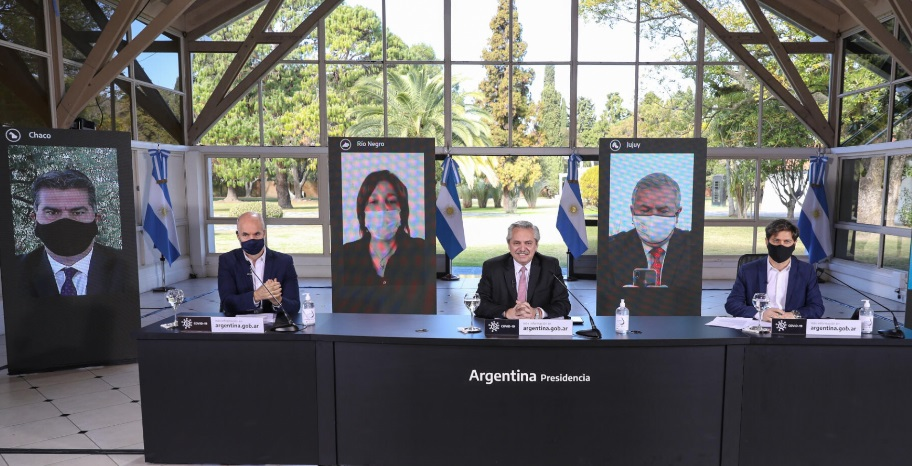
Conferència de premsa de Coronavirus del President Alberto Fernandez (centre) amb els governadors de diferents províncies argentines

Va crear el programa «Argentina contra la fam» pel qual es reparteixen targetes a mares o pares amb fills i filles de fins a 6 anys que reben l'Assignació Universal per Fill (Asignación Universal por Hijo, AUH). A les embarassades a partir dels 3 mesos que cobren la assignació per embaràs i persones amb discapacitat que reben la AUH, el diners serien proporcionats per l'estat nacional i només es podrien utilitzar per comprar menjar i begudes no alcohòliques.

### La pandèmia per COVID-19 a l'Argentina
A finals de gener de 2020, la Xina va informar a l'Organització Mundial de la Salut (OMS) l'existència d'un nou virus de la família dels coronavirus que va infectar a 62 persones i va provocar la mort de dos a la ciutat de Wuhan. En aquest moment, la Cancelleria argentina va recomanar als que viatgessin a la Xina per als festejos de l'any nou xinès (Chūnyùn) evitar «el contacte amb individus que presentin malalties respiratòries agudes, assistir a llocs amb presència d'animals de granja o salvatges, i ingerir aliments crus».
El 25 de gener de 2020, el Ministeri de Salut va establir un protocol per als centres de salut del país en cas de sospitar que un pacient presenti com a símptomes tos, febre, dificultat respiratòria, decaïment i mal de cap, i en vols, perquè el passatger informi a la tripulació sobre els seus símptomes i el seu degut trasllat i atenció a l'Hospital Interzonal d'Ezeiza. El ministre de Salut, Ginés González García, va assegurar llavors que «el risc que (el coronavirus) arribi a l'Argentina és molt baix» però va afegir que estem «en alerta màxima». El 30 de gener, l'Organització Mundial de la Salut va declarar l'emergència de salut pública internacional pel brot epidèmic de coronavirus. Davant d'aquesta mesura, el ministre González García va recomanar evitar viatjar a la Xina i va reiterar l'existència d'un protocol per als que procedissin d'aquest país. No obstant això, segons alguns mitjans periodístics, diversos argentins que tornaven de Beijing van assegurar que van arribar per l'Aeroport Internacional d'Ezeiza sense cap tipus de control sanitari. Això va generar una petició d'informes al ministeri de Salut de la diputada Marcela Campagnoli, sobre les precaucions preses per prevenir i atendre possibles casos al país; en resposta, la viceministra de Salut, Carla Vizzotti, va assegurar que «està demostrat que la presa de temperatura als aeroports és un control molt poc específic; no és la recomanació de l'OMS».

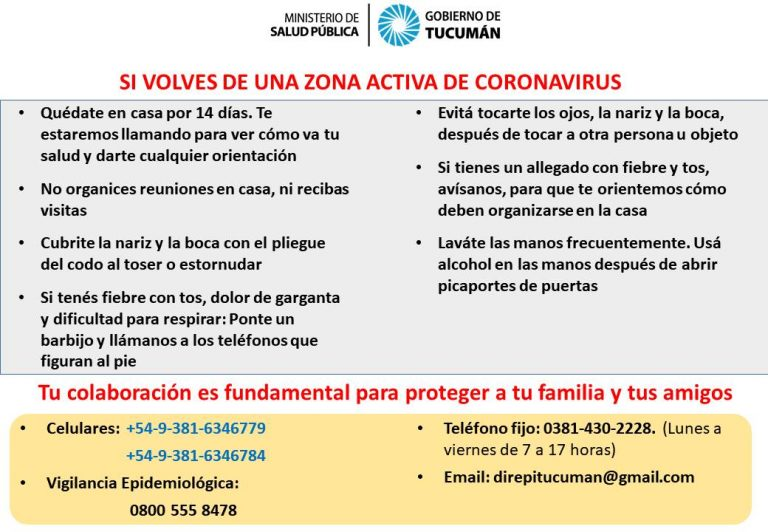
Recomanacions de viatge sobre el coronavirus del govern de Tucumán, febrer de 2020

Cap a finals de febrer, l'epidèmia es va accelerar amb un augment considerable de víctimes fora de la Xina (a Corea de Sud, l'Iran i Itàlia, aquest últim amb vols directes a l'Argentina). Per aquest motiu, el ministeri de Salut va instal·lar cartells amb recomanacions i enfortir els controls als passatgers que arribaven a l'aeroport d'Ezeiza, els qui van haver de signar una declaració jurada de símptomes i d'itinerari de viatge, una mesura criticada pel exsubsecretari de Salut de la ciutat de Buenos Aires, Edgardo Trivisonno, argumentant que «les persones poden mentir i dir que no tenen cap símptoma per por de quedar tancades en quarantena». Per la seva banda, el metge sanitari Ignacio Katz va afirmar que «no estem preparats per rebre una epidèmia. Potser l'hospital d'Ezeiza tingui una sala d'aïllament, però, si un recorre la resta dels hospitals, veurà que aquests no els tenen», ja que el país no va aplicar els consells de l'OMS en 2016 que tots els hospitals tinguin espais d'aïllament.
El 3 de març de 2020, el ministeri de Salut va confirmar el primer cas de coronavirus a l'Argentina, un home de 43 anys que havia estat entre el 19 i el 29 de febrer a Itàlia, amb residència a la ciutat de Buenos Aires, al presentar tos, febre i mal de gola. El president Alberto Fernández es va referir al primer cas «Hem detectat el pacient a temps. El seu internament és preventiu perquè no té símptomes definits», i va afirmar que «no ens hauríem d'alarmar. Sí estar atents». Després de la publicació del primer cas, va augmentar la demanda de productes relacionats amb la higiene en les farmàcies, i va començar haver una manca de desinfectant de mans, mascaretes i tovalloletes humides, alguns amb fins a un augment en el preu del 200%.
El 6 de març, el ministeri de Treball de la Nació va establir una llicència excepcional per 14 dies per als treballadors públics i privats que tornin a l'Argentina de països amb brot de coronavirus (Xina, Corea de Sud, Japó, Iran, Itàlia, Espanya, França i Alemanya), perquè poguessin realitzar una quarantena voluntària. El ministeri d'Educació de la Nació també va emetre una resolució perquè estudiants, docents i personal no docent que hagin viatjat a zones afectades no assisteixin a les escoles per 14 dies. Davant la notícia que diversos casos van arribar des d'Itàlia, Aerolíneas Argentinas va decidir cancel·lar de dotze vols entre Argentina i Itàlia per a la resta del mes de març, mentre que altres aerolínies van oferir facilitats per al canvi i la devolució dels passatges. En tant, algunes empreses privades van restringir els viatges dels seus treballadors a països d'Europa i Àsia, i als Estats Units d'Amèrica.
El 7 de març de 2020, es va confirmar la primera mort per coronavirus a l'Argentina (i a l'Amèrica Llatina), un home de 64 anys, el qual vivia a la Ciutat de Buenos Aires i havia tornat de França el 25 de febrer; tenia diabetis, hipertensió, bronquitis crònica i insuficiència renal, i el seu quadre clínic va ser agreujat pel COVID-19. El ministeri de Salut va incloure als Estats Units d'Amèrica i tots els països d'Europa en la llista d'àrees de transmissió sostinguda del virus junt amb la Xina, Iran, Japó i Corea del Sud, de manera que tota persona que arribava provinent d'aquests països havia de realitzar la quarantena domiciliària voluntària de 14 dies.
El 10 de març, l'Organització Mundial de la Salut va pujar la qualificació del coronavirus d'epidèmia a pandèmia, i va demanar als països que «prenguessin acció de manera urgent i agressiva».
El 12 de març, el president Alberto Fernández va realitzar la seva primera cadena nacional des del despatx presidencial, on va explicar l'abast del Decret de Necessitat i Urgència 260/2020 que establia l'extensió de l'emergència sanitària a un any, l'obligatorietat de la quarantena per els passatgers que provinguessin de les zones afectades, la suspensió per 30 dies dels vols internacionals de països on circuli el virus, amb excepció d'Aerolíneas Argentinas que podrà repatriar residents, la rebaixa del preu de venda dels desinfectant de mans als valors del 15 de febrer de 2020 i la seva congelació per 90 dies, i l'atorgament de «facultats d'acció i prevenció a diferents ministeris»; també va advertir que «aquelles persones que infringeixin l'aïllament establert tindran responsabilitats penals», va ressaltar la importància de «comprendre que aquest aïllament preventiu resulta essencial per reduir tot el possible la propagació de virus»; i davant els casos de coronavirus, va anticipar que «seguirem monitoritzant a l'instant l'evolució d'aquesta pandèmia per actualitzar i prendre les mesures que calguin». El ministre González García va dir que «seria contraproduent tancar els col·legis» ja que «els nois no són un grup vulnerable. I si no van a l'escola estan en un altre lloc i augmenta el risc per als adults». El diputat Mario Negri va demanar a Govern que convoqui a l'oposició per «abordar l'emergència de la salut» i «les conseqüències econòmiques» del brot de coronavirus, i prendre mesures que «ajudin a mitigar el seu efecte sobre l'activitat i la pobresa». L'expresident Mauricio Macri va demanar «ser responsables i mantenir la calma, així com a acompanyar les mesures que va prendre el govern».
El 15 de març, en conferència de premsa des de Quinta de Olivos, el president Alberto Fernández junt amb el cap de govern porteny, Horacio Rodríguez Larreta, i el governador de Buenos Aires, Axel Kicillof, va anunciar la suspensió de les classes a tot el país, el tancament de fronteres per a tota persona estrangera no resident, la llicència laboral i horaris d'atenció específics per a tots els majors de 60 anys, i la cancel·lació d'activitats no essencials i d'aglomeracions, fins al 31 de març; va justificar les mesures perquè «tot indica que hem d'aconseguir minimitzar la circulació dels virus, que tardi molt en convertir-se en autòcton», va remarcar «no estem donant 14 dies de vacances», va esmentar que analitza «parar l'Argentina per deu dies» i va recomanar «si us podeu quedar a casa, quedeu-vos. Si en el treball toleren la vostra absència, quedeu-vos. Tot el que puguem fer per evitar circular és millor, perquè el virus circula perquè circulem». Aquest mateix dia, la vicepresidenta Cristina Fernández de Kirchner va viatjar cap a Cuba per visitar la seva filla Florència, tot i ser part de la població de risc per tenir 67 anys. El ministeri de Salut va incloure al Brasil i Xile en la llista de països de risc. El ministeri de Treball va ampliar les llicències excepcionals a majors de 60 anys, embarassades, persones amb afeccions cròniques i persones que han cuidar els seus fills, i va disposar el teletreball per a tota l'administració pública excepte en salut, seguretat i defensa. El ministeri de Desenvolupament Social va definir un bon de 3000 pesos argentins per jubilats que perceben l'haver mínim i de 3100 pesos per a les beneficiàries de l'Assignació Universal per Embaràs i de l'Assignació Universal per Fill.
El ministeri de Transport va suspendre entre el 20 i el 25 de març els serveis d'autobusos i trens de llarga distància i avions de cabotatge, i va establir que, des del 19 de març, tots els autobusos, trens i metres de l'àrea metropolitana de Buenos Aires circulin únicament amb passatgers asseguts. El ministeri d'Economia va anunciar que les empreses afectades pel virus no pagaran aportacions patronals i que hi haurà els preus de referència per a 50 objectes de la cistella bàsica del 6 de març de 2020. El ministeri d'Educació, després de la suspensió de classes, va llançar la plataforma Seguimos Educando (Seguim Educant) per a la continuïtat de les activitats d'ensenyament, amb continguts en internet i en televisió estatal. La Cort Suprema de la Nació va establir que els tribunals no atendran el públic i donaran una prestació mínima. El governador de Terra del Foc, Gustavo Melella va establir per decret la quarantena obligatòria fins al 31 de març, suspenent tota activitat pública i privada, i prohibeix als habitants sortir dels seus habitatges excepte per comprar aliments i medicaments, o per a altres fins excepcionals. El governador de Mendoza, Rodolfo Suárez, va decretar que tota persona que ingressi a la província haurà d'estar en quarantena per 14 dies.
El 19 de març, Fernández va anunciar una quarantena total a nivell nacional, en vigor des del 20 de març fins al 31 de març, més tard estesa fins al 12 d'abril.

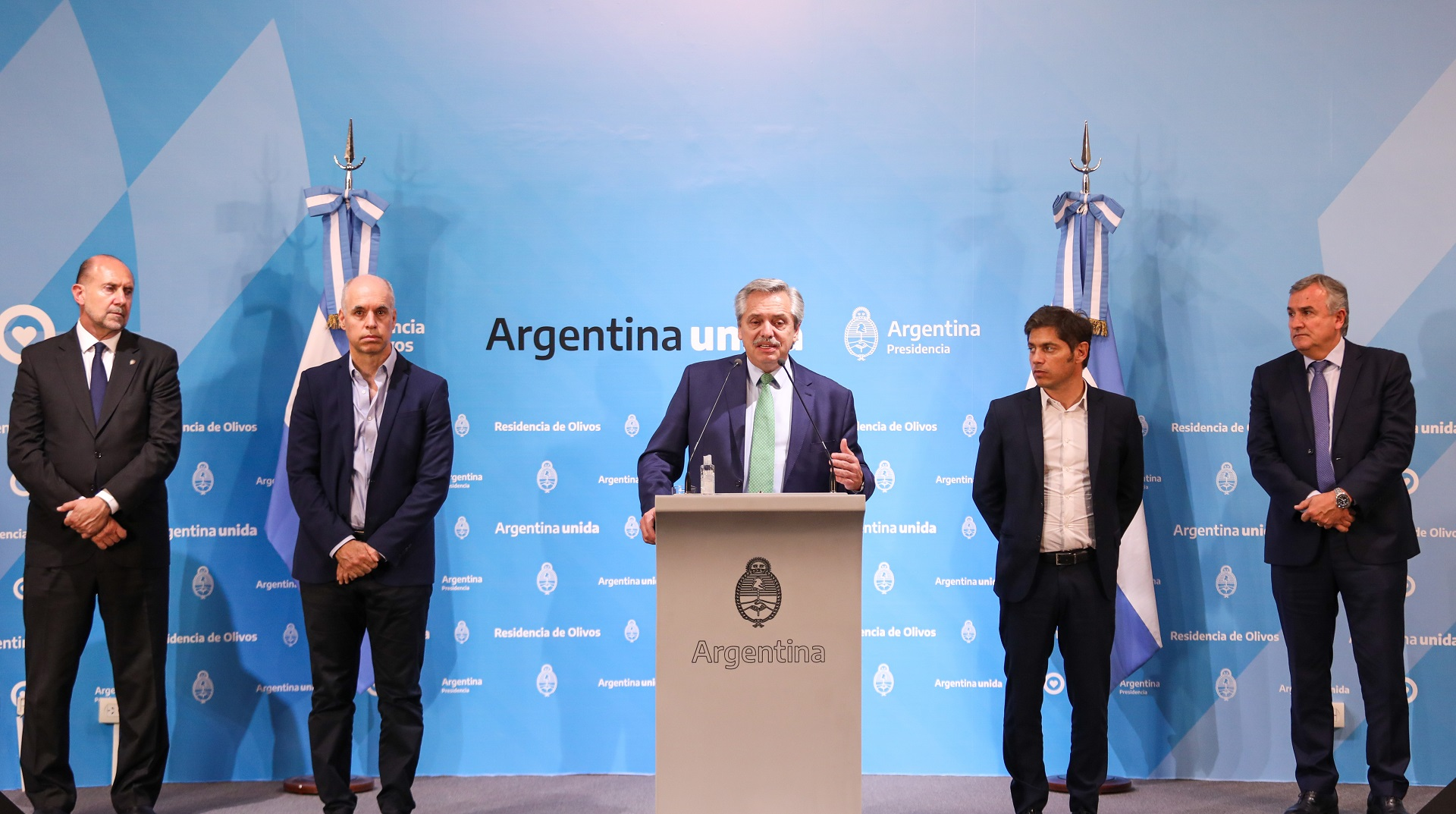
El president de l'Argentina anuncia la quarantena per combatre el coronavirus, acompanyat de governadors provincials
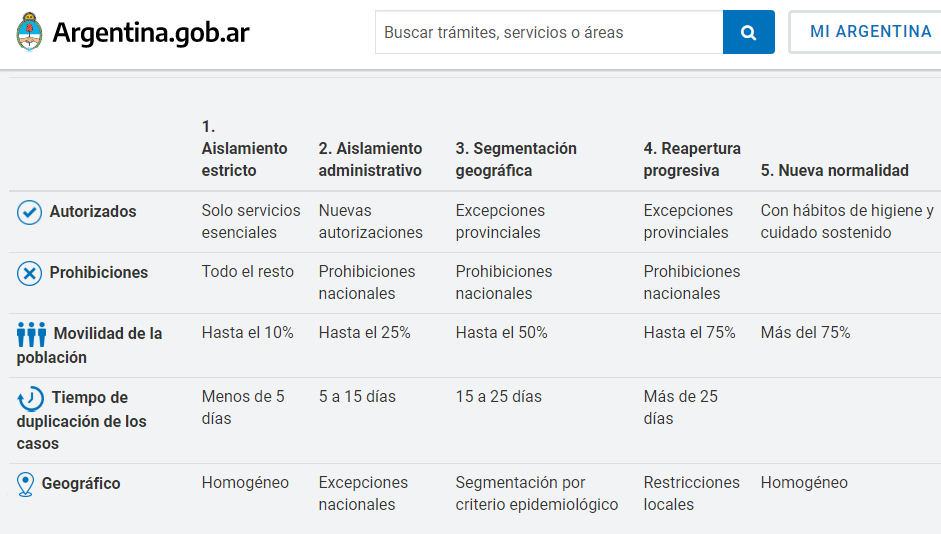
Taula oficial de la Presidència de la Nació Argentina descrivint les cinc fases d'aïllament i distanciació social previstes per combatre el COVID-19

L'anunci de la quarantena va ser generalment ben rebut, encara que va haver preocupació pel seu impacte econòmic en el ja delicat estat de l'economia argentina, i analistes van predir a l'almenys una disminució del 3% del PIB el 2020. Fernández després va anunciar un paquet d'estímul de 700 milers de milions de pesos (11.100 milions US $), corresponent a un 2% del PIB de país. El paquet va incloure un pagament d'emergència per única vegada de 10.000 pesos (154 US $) a persones de baixos ingressos que es veiessin afectades per la quarantena, així com els jubilats. A causa que la llista d'empreses que es consideren essencials en el decret de quarantena de Fernández excloïa als bancs, aquests van romandre tancats fins que el Banc Central de la República Argentina va anunciar que obririen durant el cap de setmana del 3 d'abril.

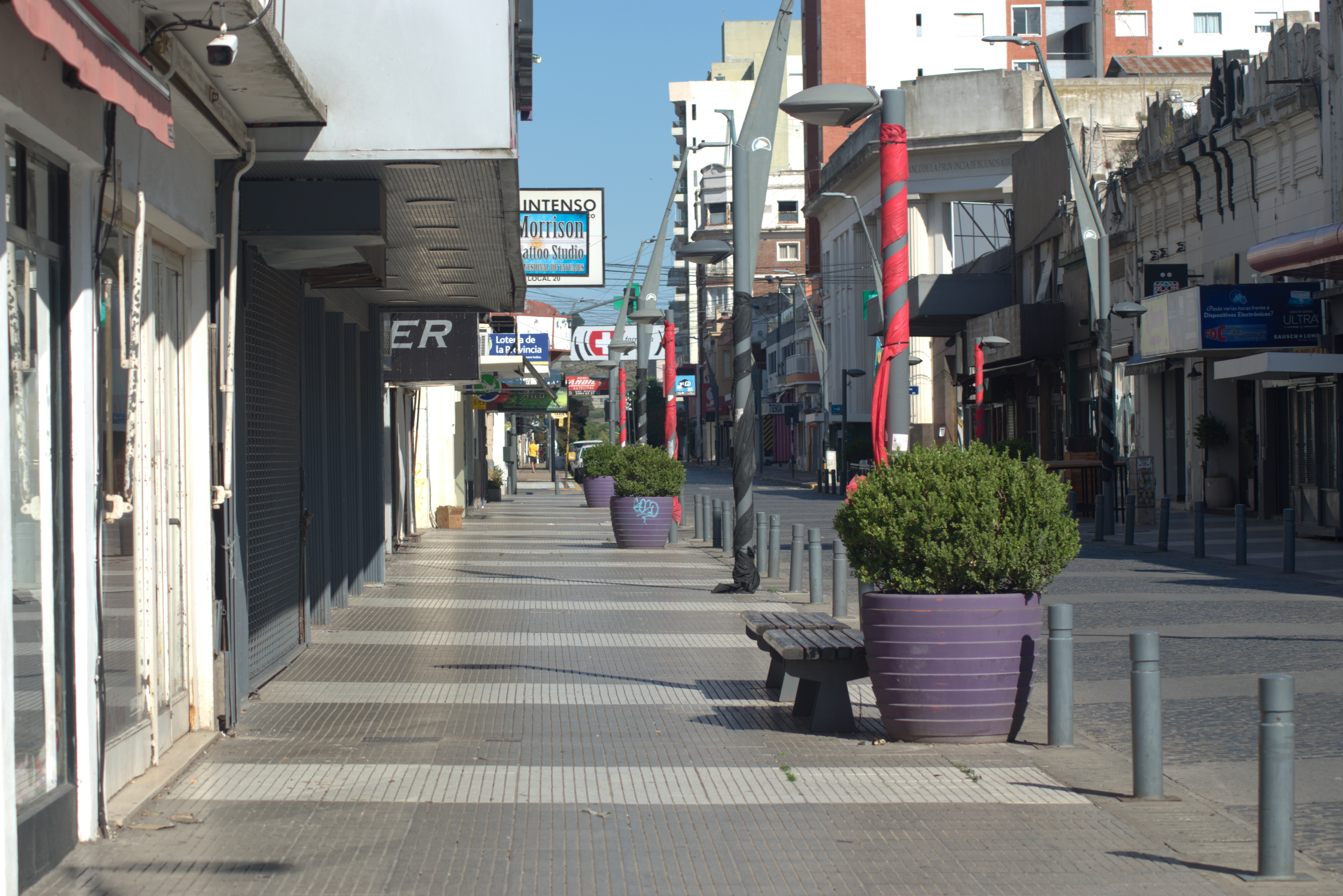
El carrer 9 de Julio de Tandil buida amb només un vianant anant a comprar queviures, l'únic permès en quarantena, 29 de març
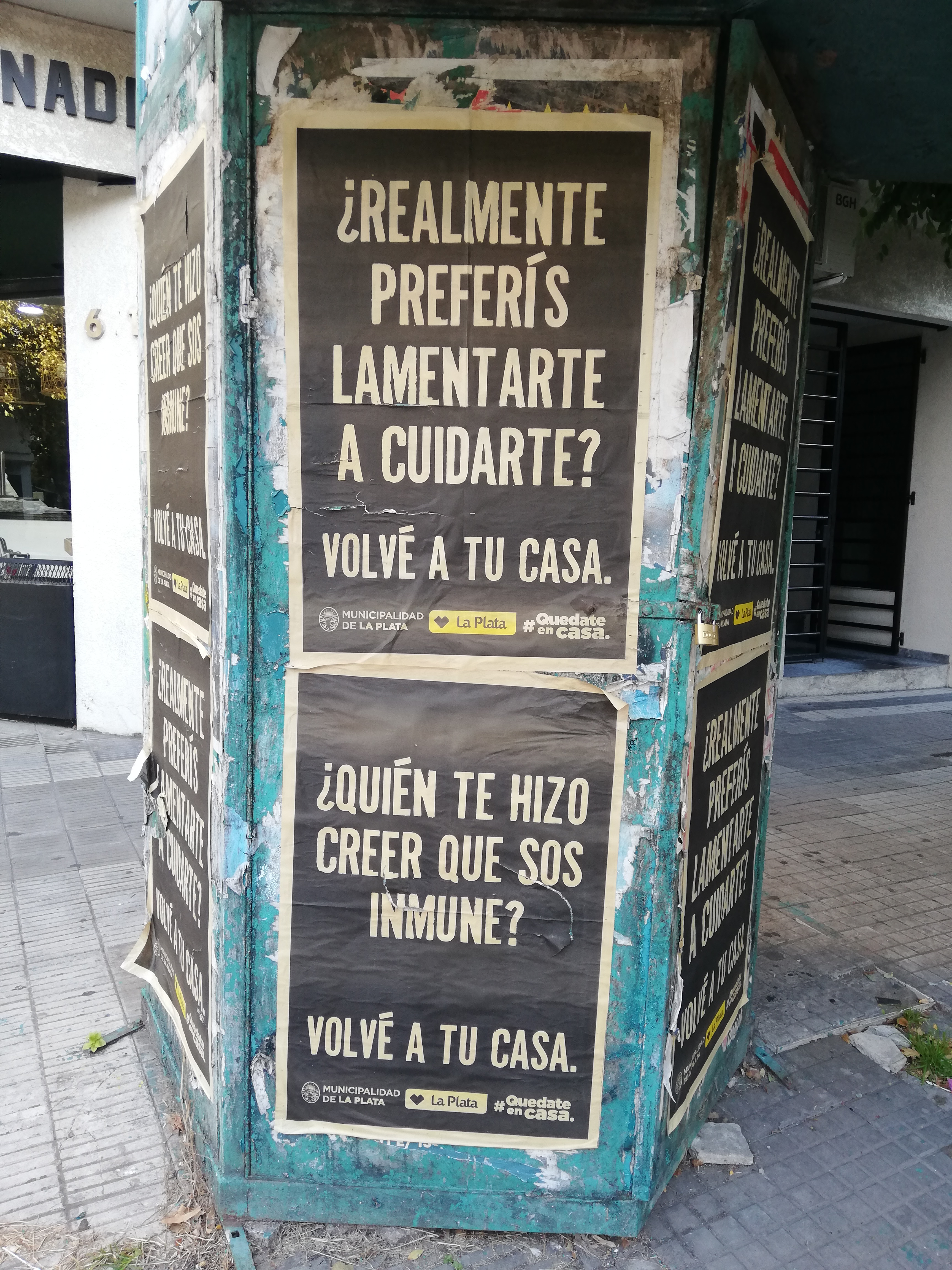
Cartells a la via pública de la municipalitat de La Plata instant els ciutadans a romandre a casa
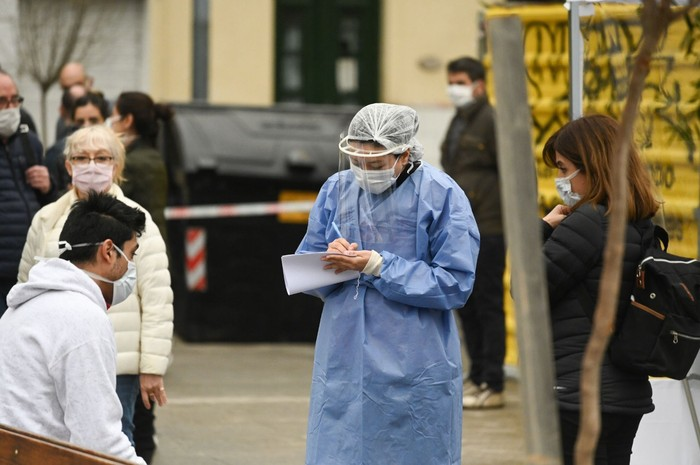
Pla DetectAR a la ciutat de Buenos Aires

A causa del nivell notòriament baix de penetració bancària a l'Argentina, ja que per tant molts argentins, particularment els jubilats, no posseeixen comptes bancaris i estan acostumats a retirar fons i pensions en efectiu, la decisió d'obrir bancs per només tres dies en un horari reduït va provocar agomeraciones durant el primer dia, quan milers de jubilats (el grup de major risc del coronavirus) van acudir a les sucursals dels bancs per retirar el pagament mensual de la seva jubilació i el pagament de emergencia. Però a partir del dissabte la situació es va normalitzar amb operatius destinats a organitzar els pagaments i minimitzar el contacte social.